# バヌーの聖母

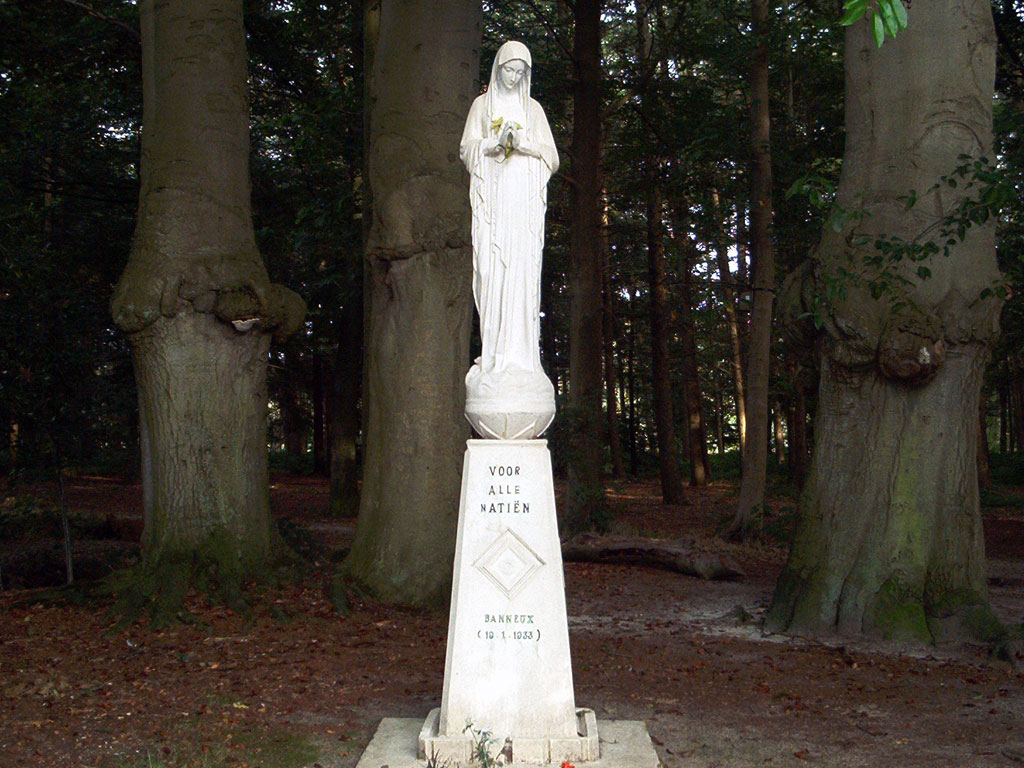
バヌーの聖母

バヌーの聖母（バヌーのせいぼ）、バンヌの聖母（バンヌのせいぼ、フランス語: Notre-Dame de Banneux）あるいは貧しき者の聖母（まずしきもののせいぼ）とは、ベルギー、ワロン地域のリエージュ州にあるコミューン、スプリモンのバヌーに住むマリエット・ベコという少女に起こった聖母の出現である。1933年1月15日から3月2日まで、ベコが家族と地元の教区司祭に伝えたところによると、彼女が見た白い婦人は自分自身を「貧しき者の聖母」と宣言し、「私は苦しみを楽にするためにくる」そして「私を信頼しなさい。私もあなたを信頼する」と語ったとされる 。

## 御出現時
マリエット・ベコは聖母が御出現されたと報告した1933年には、リエージュから東へ10マイル離れたバヌーに住む12歳の少女だった。このケースによると、白い服装の婦人は「貧しき者の聖母」と名乗り、私を信じなさい。すると私もあなたを信じるでしょうと伝えた。  
マリエットによると、彼女が最初に聖母を見たのは1933年の1月15日の夕方で、彼女は台所の窓の外を見ていた。１人の白い服装の婦人が庭に立っていてこちらに来なさいと呼びかけた。しかしマリエットの母親がそうはさせなかった。彼女はその情景を語ったところによると、若い婦人は庭で彼女に向かって微笑んでいた。その婦人は少し前かがみになり、長く白いガウンと青い帯、透明な白いベールを身に付けていた。3日後、その白い服装の婦人 は再度姿を現わし、マリエッタに彼女が「貧しき者たちの聖母」だと伝えた。その婦人は全部で8回姿を現わし 、その最後は1933年の3月2日だった 。
このビジョンの中の一つでは、ベコは婦人が彼女に小さなバネで、彼女の手のひらを押すように頼んだという。 
マリエッタはその間にこの近隣の笑いものになってしまった。祖母や叔母も彼女をからかった。少年たちは、彼女の周囲について回り、 ひざまづいて祝福を求めた。 彼女の主張は、監督委員会によって、1935年から1937年まで公式調査を受けた。集められる証拠は、更なる分析のためにローマに提出された。一方、病院が1938年に建設された。
1942年5月に、カトリック教会のベルギー・リエージュ地区の司教ケルコフは「貧しき者の聖母」の名前のもとでの崇敬を許可した。 すると、1947年にはこの御出現の承認が、教皇庁よりなされた。これは1949年に正式に宣言された。
御出現の後、ベコは修道院に行かず、普通の生活を送ることにした。のちには結婚し、家族と静かな生活を送っている。 「貧しき者たちの聖母」が建てるよう希望した場所には小さな教会が建てられた。
ベコは2011年12月2日に90歳で亡くなった。2008年に彼女はこの御出現での彼女の役割について、最後の声明を次のように発表した。「私はもう郵便を配達する人ではない。いったんそれが完了したならば、 その配達人はもう重要ではない。」

## 崇敬
バヌーの聖母は2つの称号を持っている。「貧しき者たちの聖母」そして「諸国の女王」この称号のもとでの祝日は1月15日である。